# التینمیل
التینمیل (به لاتین: Altynemel) یک منطقهٔ مسکونی در قزاقستان است که در استان الماتی واقع شده‌است.

## خصوصیات
التینمیل ۱٬۰۴۰ نفر جمعیت دارد.